# Metallwarenfabrik Stadtilm

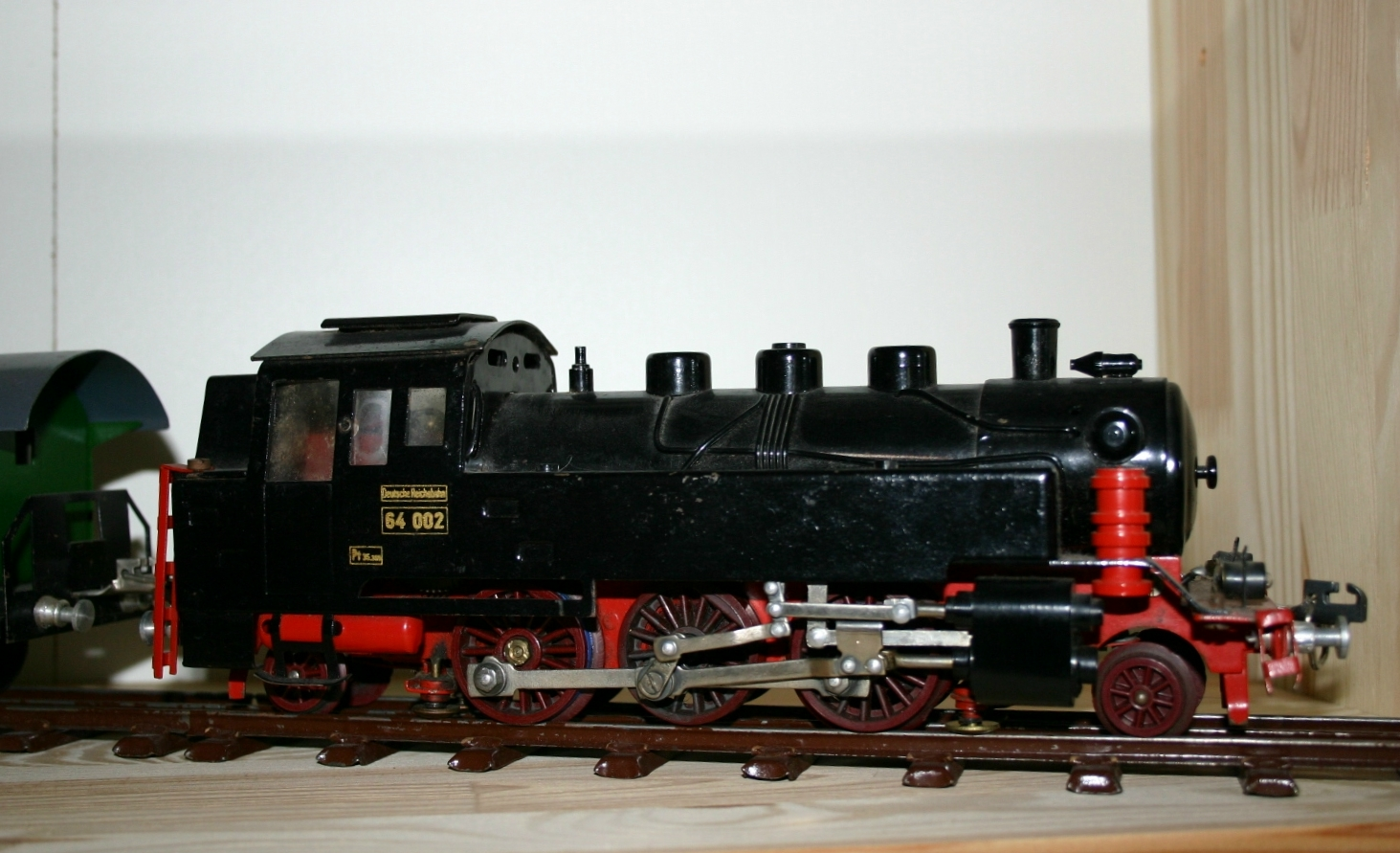
Spur-0-Modell der Baureihe 64

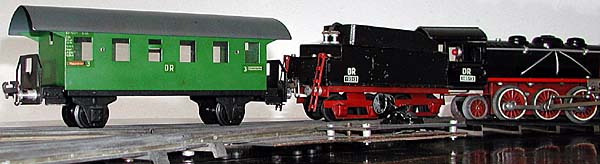
In Stadtilm produzierter Spur-0-Zug in einem Museum

Der VEB Metallwarenfabrik Stadtilm war ein Betrieb in der Deutschen Demokratischen Republik (DDR), das in der DDR unter anderem der einzige Hersteller von Modelleisenbahnen der Nenngröße S war.

## Geschichte
Carl Liebmann gründete 1942 in Stadtilm die Firma Carl Liebmann Metallwerke, welche als Rüstungsbetrieb für die Thüringer Flugzeugindustrie Teile herstellte. Nach 1945 wurden typische Friedensprodukte hergestellt. Die Entwicklung und Herstellung von Flugzeugteilen wurde unter sowjetischer Besatzung wieder aufgenommen. 1948 demontierte die Sowjetunion überraschend die gesamte wieder aufgebaute höchstentwickelte Thüringer Flugzeugindustrie und verlagerte sie in die Sowjetunion. Carl Liebmann suchte nach einer Ersatzproduktion und fand sie – auf Vorschlag aus der Belegschaft – in der Spielzeugeisenbahn in Spur 0. Die ersten Produkte wurden bereits auf der Frühjahrsmesse 1949 in Leipzig gezeigt. Die Produktion entwickelte sich rasant, Neuerungen flossen unmittelbar in die Produktion ein, was eine unüberschaubare Vielfalt an Detaillösungen hervorbrachte.
Zum Jahresende 1952 musste Carl Liebmann mit seiner Familie die DDR fluchtartig verlassen. Die Repressionen gegenüber Unternehmern hatten zugenommen. Das Unternehmen wurde 1953 in die VEB (K) Metallwarenfabrik Stadtilm überführt. Die Eisenbahn wurde komplett neu entwickelt und verbessert. Nun waren die Modelle wesentlich vorbildgerechter und aus Schwarzblech hergestellt. Ein sehr vorbildgerechtes neues Gleissystem entstand.
Zum 1. Mai 1964 wurde das bisher eigenständige Unternehmen vom VEB Gelenkwellenwerk Stadtilm übernommen, heute Gelenkwellenwerk GEWES GmbH. Zuvor gab es Absatzschwierigkeiten und einen Investitionsstau wegen Verschleiß an den Werkzeugen und Mangel an guten Fachkräften.

## Spur S
Ab 1956 begann in Stadtilm parallel zur Spur 0 die Produktion von Produkten für die der Spur S. Damit wurden neue Entwicklungen vorgenommen, z. B. stellte man die Lokomotivgehäuse aus Kunststoff im Spritzgussverfahren her. Die Schwellen wurden aus Pappe hergestellt. Ein vorbildgerechter Zweischienenbetrieb vermied die bisher notwendige mittlere Stromschiene.
Die wenigen Triebfahrzeug-Typen wurden teilweise in zwei Versionen gebaut: Mit einem Gleichstrommotor für 12 Volt oder 4,5 Volt. Erstere wurden mit einem Transformator, letztere mit einer Flachbatterie oder einem Netzanschlussgerät betrieben. Bereits bei Beginn der Produktionsaufnahme wurden die Gehäuse aller Triebfahrzeuge aus Kunststoff hergestellt, die Fahrgestelle aus Metall.
Die Güter- und Personenwagen wurden überwiegend aus Blech gefertigt, lediglich die Radscheiben, Puffer und Kupplungen waren aus Kunststoff. Die Waggons wurden aus Blech unterschiedlicher Qualität hergestellt. Diese Materialschwankungen führte dazu, dass man das gebräuchliche Lithographieverfahren nicht einsetzen konnte. Stattdessen wurden die Waggons zunächst lackiert und später mit Abziehbildern versehen. Hier kam es ebenfalls zu diversen Ungenauigkeiten, so dass die verwendeten Farbtöne sehr unterschiedlich ausfielen und die Abziehbilder zum Teil an falscher Stelle oder sogar verkehrt herum aufgeklebt wurden.
1964 wurde die Fertigung der Spielzeugeisenbahn der Spur S in Stadtilm eingestellt.